# Vadonia ispirensis
Vadonia ispirensis är en skalbaggsart som beskrevs av Holzschuh 1993. Vadonia ispirensis ingår i släktet Vadonia och familjen långhorningar. Inga underarter finns listade i Catalogue of Life.